# Маркетингова стратегія
Маркетингова стратегія — це принципові середньо- та довгострокові рішення з відповідними способами та засобами, які визначають орієнтири та спрямовують окремі заходи маркетингу на досягнення поставлених цілей, які охоплюють елементи комплексу маркетингу (продукт, ціну, місце та просування). Вони є глобальними напрямами діяльності, які потребують конкретизації через планування заходів маркетингу, і є своєрідним планом відповідно до якого підприємство формалізує яким чином воно досягне успіху, тобто реалізації продукції на конкретному ринку.
З плином часу функціонування підприємства, маркетингова стратегія може видозмінюватися залежно від результатів діяльності. По-перше: на етапі створення маркетингової стратегії іноді дуже важко, або навіть неможливо, врахувати яким чином ринок відреагує на попередні рішення фірми, тому логічно, що для того щоб досягати найкращих результатів можна відкоригувати стратегію або деякі її пункти. По-друге: існує низка зовнішніх чинниківів, які непідконтрольні фірмі, які кардинально можуть вплинути на діяльність фірми; такими факторами можуть бути: новостворені законодавчі акти, кризові явища, війни, стихійні лиха і т. д. Ці фактори можуть бути не лише перешкодою для існування фірми, але й своєрідними каталізаторами в залежності від ситуації і від успішності діяльності менеджерів та маркетологів компанії. Менеджери своєю чергою повинні відчувати, коли треба ухвалити рішення щодо стратегії, щоб втручатися з метою попередження або уникнення негативних результатів фірми.

## Сегментація
Сегментування маркетингових методів та закликів може давати клієнтам відчуття особистого «спілкування» з брендом. Сегментація за типами ринку дозволяє компаніям орієнтуватися на чітко визначені потреби й уподобання споживачів і мати більш індивідуальний підхід до різних груп споживачів. Автоматизація дозволяє маркетологам створювати кампанії для окремих категорій споживачів. Це може бути розташування, вік, стать, інтереси, політичні вподобання тощо. Такий підхід дозволяє маркетинговим стратегіям бути більш релевантними для споживачів, ніж масові розсилки.

## Напрямки
- у галузі продукту: розроблення нових продуктів; розширення номенклатури наявних продуктів; вилучення з виробництва застарілих продуктів; постійне оновлення асортименту продукції, що випускається; дотримання багатомарочної політики та ін.;
- у галузі ціноутворення: встановлення ціни на продукт відповідно до позиції продукту на ринку; проведення різної цінової політики на різних ринках; вироблення цінової політики з урахуванням цінової політики конкурентів тощо;
- у галузі розподілу та збуту товарів: вибір оптимальних каналів доведення товарів до споживача; підвищення рівня післяпродажного обслуговування; розроблення заходів щодо зниження витрат на доставку продукту; продаж оптом або невеликими партіями та ін.;
- у галузі просування продукту: зв'язок зі споживачами за допомогою співробітників відділу продажу, через рекламу, виставки; методи та засоби організації дій співробітників відділу збуту на нових ринках.